# Gangsta rap
Gangster rap er en form for hiphop hvor tekster fokuserer på blandt andet voldelige historier. Genren har udviklet sig fra hardcore hip hop til en særlig form i midten af 1980'erne af rappere som Schoolly D og Ice-T, og blev udbredt i den senere del af 1980'erne af grupper som N.W.A. Genren fik kommerciel succes omkring 1987.
I Danmark er også gangsterrappere, heriblandt, A'typisk og hans rapgruppe MFS. De er Danmarks første rigtige gangsterrappere.[kilde mangler]

## Gangster–rappere
| - 50 Cent - Big L - Big Pun - Comptons Most Wanted - Coolio - Cypress Hill - Da Brat - Da Lench Mob - DMX - Dr. Dre - DJ Yella - Eazy-E - Eminem - Fat Joe - Game - Geto Boys - MFS | - Ghostface Killah - Gza - Ice Cube - Ice T - Inspectah Deck - Jedi Mind Tricks - Just-Ice - King T - Kool G Rap - KRS-One - Lord Finesse - Manisk - Masta Killa - MC Ren - MC Eiht - Method Man | - Nas - The Notorious B.I.G. - N.W.A - Ol' Dirty Bastard - Raekwon - Rick Ross - RZA - Saigon - Schoolly D - Snoop Dogg - Too Short - Tupac Shakur - U-God - Wu-Tang Clan |